# Arrondissement d'Argentan
L'arrondissement d'Argentan est une division administrative française, située dans le département de l'Orne et la région Normandie.

## Composition

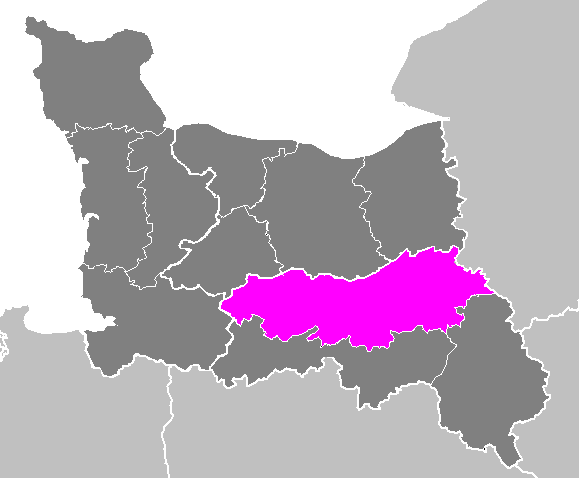
Localisation de l'arrondissement avant 2015.

### Composition avant 2017
Jusqu'au 31 décembre 2016, l'arrondissement était composé des communes des anciens cantons suivants :
- canton d'Argentan-Est ;
- canton d'Argentan-Ouest ;
- canton d'Athis-de-l'Orne ;
- canton de Briouze ;
- canton d'Écouché ;
- canton d'Exmes ;
- canton de Flers-Nord ;
- canton de Flers-Sud ;
- canton de La Ferté-Frênel ;
- canton de Gacé ;
- canton du Merlerault ;
- canton de Messei ;
- canton de Mortrée ;
- canton de Putanges-Pont-Écrepin ;
- canton de Tinchebray ;
- canton de Trun ;
- canton de Vimoutiers.

Le 1er janvier 2017, à la suite de la réforme des collectivités territoriales, les périmètres des arrondissements de l'Orne sont modifiés par arrêté du 20 décembre 2016. L'arrondissement d'Argentan perd à l'est la totalité des anciens cantons de La Ferté-Frênel, de Gacé, du Merlerault et de Vimoutiers dont les communes sont transférées dans l'arrondissement de Mortagne-au-Perche. Il ne conserve de l'ancien canton de Mortrée que la commune nouvelle de Boischampré ( Saint-Christophe-le-Jajolet, Marcei, Saint-Loyer-des-Champs et Vrigny), les autres communes étant attribuées à l'arrondissement d'Alençon.
Au sud-ouest, lui sont attribuées les communes de l'ancien canton de Domfront à l'exception de Ceaucé, ainsi que les communes nouvelles de La Ferté-Macé et Les Monts d'Andaine (ancien canton de La Ferté-Macé : communes déléguées de La Ferté-Macé, Antoigny, La Sauvagère et Saint-Maurice-du-Désert).

### Découpage communal depuis 2015
Depuis 2015, le nombre de communes des arrondissements varie chaque année soit du fait du redécoupage cantonal de 2014 qui a conduit à l'ajustement de périmètres de certains arrondissements, soit à la suite de la création de communes nouvelles. Le nombre de communes de l'arrondissement d'Argentan est ainsi de 216 en 2015, 185 en 2016 et 126 en 2017.
Au 1er janvier 2024, l'arrondissement groupe les 123 communes suivantes :
1. Argentan
2. Athis-Val de Rouvre
3. Aubusson
4. Aunou-le-Faucon
5. Avoine
6. Avrilly
7. Bailleul
8. Banvou
9. Bazoches-au-Houlme
10. La Bazoque
11. Bellou-en-Houlme
12. Berjou
13. Boischampré
14. Boucé
15. Brieux
16. Briouze
17. Cahan
18. Caligny
19. Cerisy-Belle-Étoile
20. Champcerie
21. Champsecret
22. Chanu
23. La Chapelle-au-Moine
24. La Chapelle-Biche
25. Le Châtellier
26. Commeaux
27. Coudehard
28. Coulonces
29. La Coulonche
30. Craménil
31. Domfront en Poiraie
32. Dompierre
33. Durcet
34. Échalou
35. Écorches
36. Écouché-les-Vallées
37. Faverolles
38. La Ferrière-aux-Étangs
39. La Ferté Macé
40. Flers
41. Fleuré
42. Fontaine-les-Bassets
43. Giel-Courteilles
44. Ginai
45. Gouffern en Auge
46. Le Grais
47. Guêprei
48. Habloville
49. Joué-du-Plain
50. Juvigny-sur-Orne
51. La Lande-de-Lougé
52. La Lande-Patry
53. La Lande-Saint-Siméon
54. Landigou
55. Landisacq
56. Lignou
57. Lonlay-l'Abbaye
58. Lonlay-le-Tesson
59. Lougé-sur-Maire
60. Louvières-en-Auge
61. Le Ménil-Ciboult
62. Le Ménil-de-Briouze
63. Ménil-Gondouin
64. Ménil-Hermei
65. Ménil-Hubert-sur-Orne
66. Ménil-Vin
67. Merri
68. Messei
69. Moncy
70. Montabard
71. Montilly-sur-Noireau
72. Mont-Ormel
73. Montreuil-au-Houlme
74. Montreuil-la-Cambe
75. Les Monts d'Andaine
76. Montsecret-Clairefougère
77. Monts-sur-Orne
78. Moulins-sur-Orne
79. Neauphe-sur-Dive
80. Nécy
81. Neuvy-au-Houlme
82. Occagnes
83. Ommoy
84. Le Pin-au-Haras
85. Pointel
86. Putanges-le-Lac
87. Rânes
88. Ri
89. Rônai
90. Sai
91. Saint-André-de-Briouze
92. Saint-André-de-Messei
93. Saint-Bômer-les-Forges
94. Saint-Brice
95. Saint-Brice-sous-Rânes
96. Saint-Christophe-de-Chaulieu
97. Saint-Clair-de-Halouze
98. Saint-Georges-d'Annebecq
99. Saint-Georges-des-Groseillers
100. Saint-Gervais-des-Sablons
101. Saint-Gilles-des-Marais
102. Saint-Hilaire-de-Briouze
103. Sainte-Honorine-la-Chardonne
104. Sainte-Honorine-la-Guillaume
105. Saint-Lambert-sur-Dive
106. Sainte-Opportune
107. Saint-Paul
108. Saint-Philbert-sur-Orne
109. Saint-Pierre-d'Entremont
110. Saint-Pierre-du-Regard
111. Saint-Quentin-les-Chardonnets
112. Saires-la-Verrerie
113. Sarceaux
114. La Selle-la-Forge
115. Sévigny
116. Sevrai
117. Tanques
118. Tinchebray-Bocage
119. Tournai-sur-Dive
120. Trun
121. Vieux-Pont
122. Villedieu-lès-Bailleul
123. Les Yveteaux

## Sous-préfets
| Période          | Période         | Identité             | Fonction précédente                                        | Observation |
| ---------------- | --------------- | -------------------- | ---------------------------------------------------------- | --- |
|                  | 17 octobre 2005 | François Malhanche   |                                                            | Nommé directeur du cabinet de la préfecture du Pas-de-Calais                                                                                                   |
| 2006             | 8 octobre 2007  | François Ravier      | Sous-préfet, chargé de mission auprès du préfet de Mayotte | Nommé secrétaire général de la préfecture de la Sarthe |
|                  | 2009            | Jean-Yves Fraquet    |                                                            | Nommé sous-préfet de Fougères-Vitré |
| 27 août 2012     |                 | Jean-François Saliba | Chef de bureau à la préfecture de police de Paris          | Nommé chef de bureau au ministère de l'Intérieur |
| 8 septembre 2014 | 23 février 2017 | Pascal Vion          | Directeur de cabinet du préfet des Pyrénées-Atlantiques    | Nommé Directeur interrégional des services pénitentiaires de Dijon                                                                                             |
| 21 mars 2017     | 25 mars 2019    | Cécile Zaplana       | Sous-préfète de Parthenay                                  | Nommée secrétaire générale adjointe du haut-commissariat de la République en Polynésie française et cheffe de la subdivision administrative des Iles Australes |
| 2 avril 2019     | En cours        | Christine Royer      | Sous-préfète de Lannion                                    | |

## Démographie
En 2022, l'arrondissement comptait 107 283 habitants.
| 1968    | 1975    | 1982    | 1990    | 1999    | 2006    | 2011    | 2016    | 2021    |
| ------- | ------- | ------- | ------- | ------- | ------- | ------- | ------- | ------- |
| 120 252 | 122 205 | 122 556 | 120 626 | 119 321 | 118 772 | 118 515 | 110 239 | 107 625 |

| 2022    | - | - | - | - | - | - | - | - |
| ------- | - | - | - | - | - | - | - | - |
| 107 283 | - | - | - | - | - | - | - | - |